# Lolo Ucecai
Der Lolo Ucecai (englisch Mount Ucecai) ist ein osttimoresischer Berg. Er liegt im Osten des Sucos Ucecai (Verwaltungsamt Zumalai, Gemeinde Cova Lima). Der Berg hat eine Höhe von 1163 m.